# Csiszér Béla
Csiszér Béla (Resicabánya, 1919. március 26. – Berettyóújfalu, 1985. október 17.) állami díjas (1970) pedagógus.

## Életpályája
1925-ben települt át szüleivel Romániából. 1940-ben szerzett tanítói diplomát a Nagykőrösi Református Tanítóképzőben. 1940–1941 között Alcsuton, 1941–1979 között Derecskén tanított. 1944–1945 között katona volt, majd hadifogságba esett. 1954-ben az Egri Pedagógiai Főiskolán általános iskolai tanári oklevelet szerzett. 1954-től szakfelügyelő volt. 1957-től vezető szakfelügyelő volt Hajdú-Bihar megyében. 1979-ben nyugdíjba vonult.
Nyolcadikos általános iskolai történelem tankönyve (Sári Gusztávval) öt kiadást ért meg.

## Díjai
- Kiváló tanár (1958)
- A Magyar Népköztársaság Állami Díja (1970)[2]